# Bestgore.com
…bestgore.com (به سبک BestGore.com و به اختصار BG) یک سایت شوک کانادایی متعلق به مارک مارک بود، که اخبار، عکس‌ها و ویدیوهای بسیار خشن از زندگی واقعی را با نظرات نویسنده و نظرات کاربران ارائه می‌کرد. این سایت در سال ۲۰۱۲، پس از میزبانی یک فیلم اسناف که قتل جون لین را به تصویر می‌کشد، مورد توجه رسانه‌ها قرار گرفت. در نتیجه، مارک دستگیر شد و طبق قانون فحاشی کانادا به فساد اخلاق عمومی متهم شد.

## تاریخچه
این سایت در ۳۰ آوریل ۲۰۰۸ توسط مارک مارک اسلواکی - کانادایی راه اندازی شد، و میزبان مطالب صریح، واقعی، عکاسی و ویدئویی از رویدادهایی مانند قتل، خودکشی، شکنجه، جراحی‌های باز، مثله کردن و تصادفات بود.
مارک مارک در مصاحبه ای با GQ استرالیا در سال ۲۰۱۷ اصرار داشت که اجرای BestGore.com بیشتر از درآمد آن هزینه دارد و گفت: "هیچ شرکتی با بودجه معقول نمی‌خواهد در وب سایتی تبلیغ کند که خشونت پلیس و سوء استفاده دولت از شهروندان را افشا می‌کند. سودجویی جنگ و فعالیت‌های ضد مردمی مشابه. پس تنها چیزی که برایم باقی مانده پورن است. بدتر از آن، پورنو امروز کمتر از پنج سال پیش‌درآمد دارد.»
از ۱۵ نوامبر ۲۰۲۰، این وب سایت منحل شده در نظر گرفته می‌شود زیرا Marek، بنیانگذار و مدیر آن، تصمیم گرفته‌است توجه خود را بر سایر علایق متمرکز کند. در ۱۷ نوامبر ۲۰۲۰، هنگامی که در بخش نظرات در سایت lbry.tv BestGore.com پرسیده شد که آیا BestGore.com از کار افتاده‌است و آیا به‌طور نامحدود متوقف خواهد شد، مارک مارک پاسخ داد: «به احتمال زیاد برای همیشه».

## اختلافات و مسائل حقوقی

### قتل جون لین
در ژوئن ۲۰۱۲، وب سایت به دلیل گنجاندن ویدیوی خشن با عنوان ۱ دیوانه ۱ یخ‌شکن مورد انتقاد قرار گرفت که تجاوز به عنف و تکه‌تکه شدن یک جسد را پس از قتل جون لین توسط لوکا مگنوتا به تصویر می‌کشد. پلیس گفت که مارک ابتدا درخواست‌ها برای حذف ویدیو از سایت را رد کرده بود، در حالی که مارک گفت: «من خودم آن را با شرایط خودم، بدون اینکه از من خواسته شود، حذف کردم. اگر چنین درخواستی از سوی پلیس برای حذف آن، همان‌طور که ادعا می‌شود، صورت می‌گرفت، فقط به آنها می‌گفتم که این ویدیو برای روزها متوقف شده‌است.» گیل زوولونی، یک وکیل مستقر در تورنتو و متخصص در قانون اینترنت، اظهار داشت که شواهد از اتهامات علیه BestGore.com حمایت می‌کند و اظهار داشت: «هیچ جنایت واقعی وجود ندارد که هیچ اطلاعی وجود نداشته باشد،"

### اتهام فساد اخلاقی
در ژوئن ۲۰۱۲، گزارش شد که سرویس پلیس د لا ویل د مونترال در حال تحقیق از Bestgore.com به اتهام فحاشی به دلیل ارسال ۱ دیوانه ۱ انتخاب یخ است. روزنامه تورنتو سان مدعی شد که اتهاماتی علیه مارک وجود دارد که او آن را رد کرد.
در ۱۶ ژوئیه ۲۰۱۳، پلیس ادمونتون مارک را به یکی از اتهامات «فساد اخلاقی» در ارتباط با ارسال ویدئوی Magnotta متهم کرد. این اتهام نادر بر اساس بخش ۱۶۳ قانون جزایی کانادا است و حداکثر دو سال حبس دارد. یکی از بازرسان پلیس این سایت را به عنوان «وب سایتی نژادپرستانه، تحریک کننده نفرت، نفرت، خشونت - خشونت فراتر و فراتر از هر چیز عادی» توصیف کرد. مارک با قرار وثیقه آزاد شد، اما در ۲۶ ژوئیه به اتهام نقض شرایط آزادی خود دوباره دستگیر شد. در ژانویه ۲۰۱۶، او به جرم خود اعتراف کرد و به سه ماه حبس خانگی و سه ماه خدمات اجتماعی محکوم شد.
مارک در نوامبر ۲۰۱۳ در مصاحبه ای با آدریان جفریز از ورج (وبگاه) گفت که بخش ۱۶3 (1) توزیع کمیک‌های جنایی و روش‌های درمان بیماری‌های مقاربتی را ممنوع می‌کند و خاطرنشان کرد که قانون به صورت انتخابی اجرا می‌شود و می‌تواند بدون تبعیض استفاده شود. مارک همچنین از ارزش نگاه واقعی به مطالب تلخ دفاع کرد:
شما می‌توانید از انتشار سربریدن اره برقی توسط تیم تبلیغاتی شورشیان سوری استفاده کنید که مدعی بودند این جنایت توسط افرادی که پشت سر رئیس‌جمهور بشار اسد هستند انجام شده‌است. این ویدئو خشم بزرگی را در صفوف گوسفندان برانگیخت، اما کسی را در Best Gore فریب نداد، زیرا ما می‌دانیم که این ویدئو واقعاً از کجاست. این از قبل از شروع انقلاب فریبکارانه سوریه در Best Gore بوده‌است و ما نسخه کامل آن را شامل صدای اصلی داریم و می‌دانیم که از مکزیک است. زمانی که بست گور شورشیان را در مورد انتشار انفجار نشت گاز خانگی که آن‌ها نیز آن را به‌عنوان پیامدهای بمب‌گذاری‌های بی‌رویه ادعایی توسط حاکمان دستکاری کردند، سرکوب کرد. یا اخیراً، زمانی که تمام دنیا از سلاخی مسلمانان توسط بودایی‌ها در برمه (میانمار) سر و صدا می‌کردند - تبلیغات همه را فریب داد، به جز ما در Best Gore، زیرا ما ویدیوی لینچ از کنیا، زلزله تبت و فاجعه سونامی در این کشور را تشخیص دادیم که در زمینه نامرتبط استفاده شده بود.

## بازخورد مثبت
مارک گفت که از خوانندگان شواهد مثبت دریافت خواهد کرد - او گزارش داد که افرادی که محتوای وب سایت را مشاهده می‌کنند گاهی آنها را متقاعد می‌کند که از خطرات خطرناک در زندگی روزمره خود اجتناب کنند، از جمله سرعت، تکچرخ زدن موتور سیکلت، اسب بازی با لیفتراک، و حتی برخی را متقاعد کرده‌است که این کار را انجام ندهند. برای خودکشی مارک اشاره کرده‌است که خود دولت کانادا از تصاویر تکان دهنده روی بسته‌بندی سیگار برای جلوگیری از مصرف سیگار استفاده کرده‌است.